# Stans
Stans er hovedbyen i kantonen Nidwalden i Schweiz. Byen har 8.393(2018) indbyggere.

## Eksterne links
- Officielle hjemmeside (tysk)

- Wikimedia Commons har flere filer relateret til Stans